# Svartmaskad blomstickare
Svartmaskad blomstickare (Diglossa cyanea) är en fågel i familjen tangaror inom ordningen tättingar. Den förekommer i bergstrakter från Venezuela till Bolivia. Beståndet anses vara livskraftigt.

## Utseende
Svartmaskad blomstickare är en liten och aktiv sångarliknande tätting med den för släktet typiska uppböjda och krokförsedda näbben, lite som en burköppnare. Jämfört med andra blomstickare är den rätt stor, med nästan helblå dräkt, utom svartaktig mask i ansiktet och rött öga. Könen är lika. Den kan förväxlas med blåtangaran, men utmärks genom näbbformen och blå, ej svarta vingar. Arten skiljs från andra blomstickare på färgen kombinerat med ögonmasken.

## Utbredning och systematik
Svartmaskad blomstickare delas in i fem underarter med följande utbredning:
- Diglossa cyanea cyanea – Anderna från Colombia till Ecuador och västra Venezuela
- Diglossa cyanea cyanea – kustnära bergstrakter i norra Venezuela (Aragua och Distrito Federal)
- Diglossa cyanea cyanea – Sierra de Perijá på gränsen mellan Colombia och Venezuela
- Diglossa cyanea cyanea – Anderna i sydvästra Ecuador och nordvästra Peru
- Diglossa cyanea cyanea – Anderna i Peru och nordvästra Bolivia

## Levnadssätt
Svartmaskad blomstickare är en rätt vanlig fågel i bergstrakter över 2000 meters höjd. Den är ganska aktiv, likt en skogssångare eller liten tangara, och slår ofta följe med artblandade kringvandrande flockar, men kan också ses födosöka för sig själv. Likt andra blomstickare livnär den sig på nektar som den tar genom att punktera blommor med den speciellt utformade näbben. Den tar även frukt och nektar.

## Status och hot
Arten har ett stort utbredningsområde, men tros minska i antal, dock inte tillräckligt kraftigt för att den ska betraktas som hotad. Internationella naturvårdsunionen IUCN listar arten som livskraftig (LC).